# Сарауц
Сарауц, Сараус (баск. Zarautz (офіційна назва), ісп. Zarauz) — муніципалітет в Іспанії, у складі автономної спільноти Країна Басків, у провінції Гіпускоа. Населення — 22 627 осіб (2009).
Муніципалітет розташований на відстані близько 340 км на північ від Мадрида, 15 км на захід від Сан-Себастьяна.
На території муніципалітету розташовані такі населені пункти: (дані про населення за 2009 рік)
- Айце: 178 осіб
- Елькано: 162 особи
- Уртета: 85 осіб
- Сарауц: 22202 особи

## Демографія
Динаміка населення (INE ):

## Галерея зображень

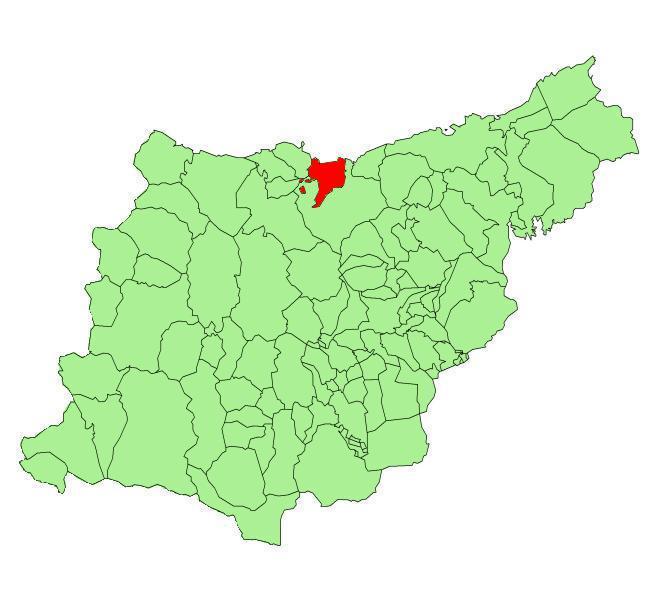
Розташування муніципалітету
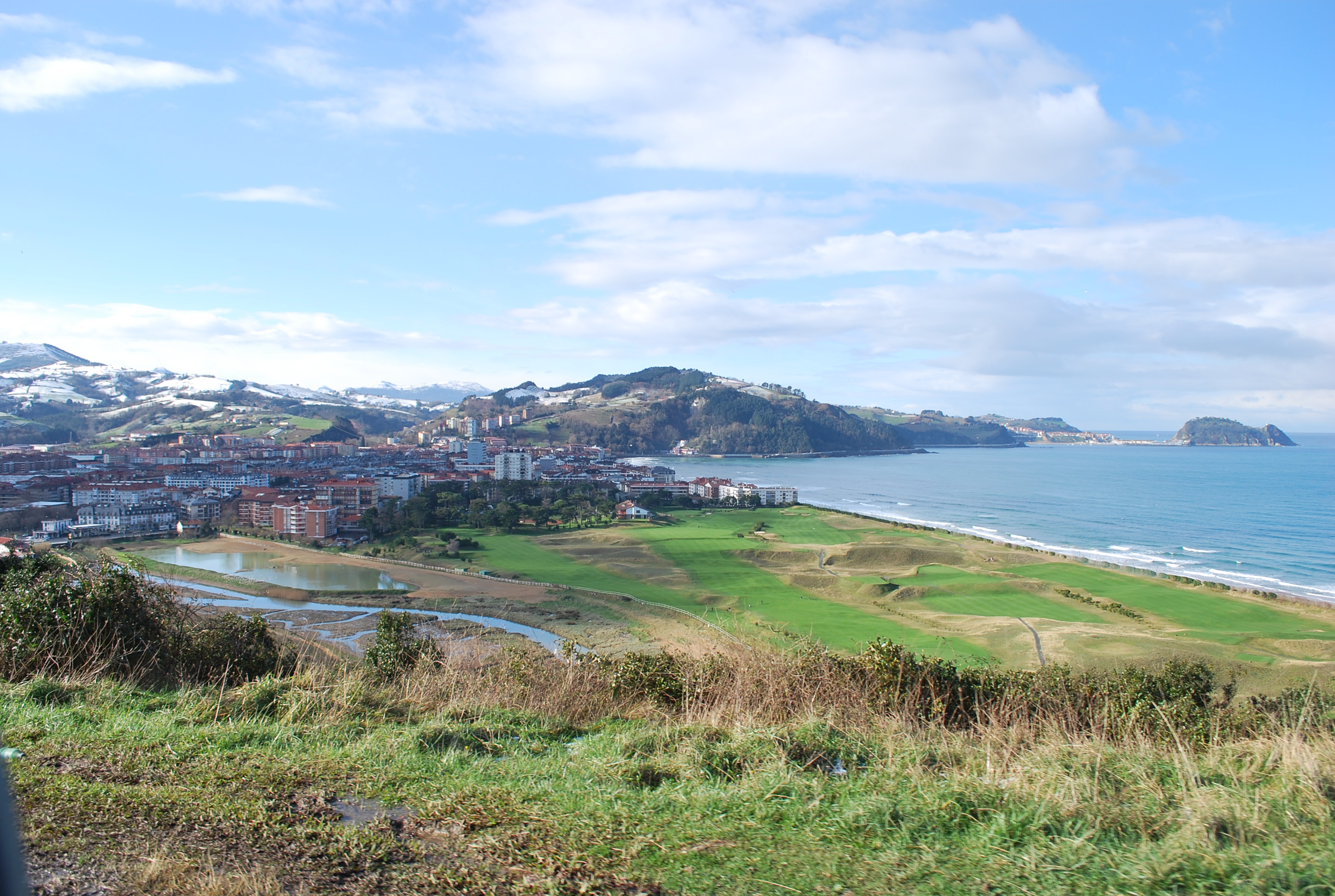
Сарауц з гори Талай-Менді
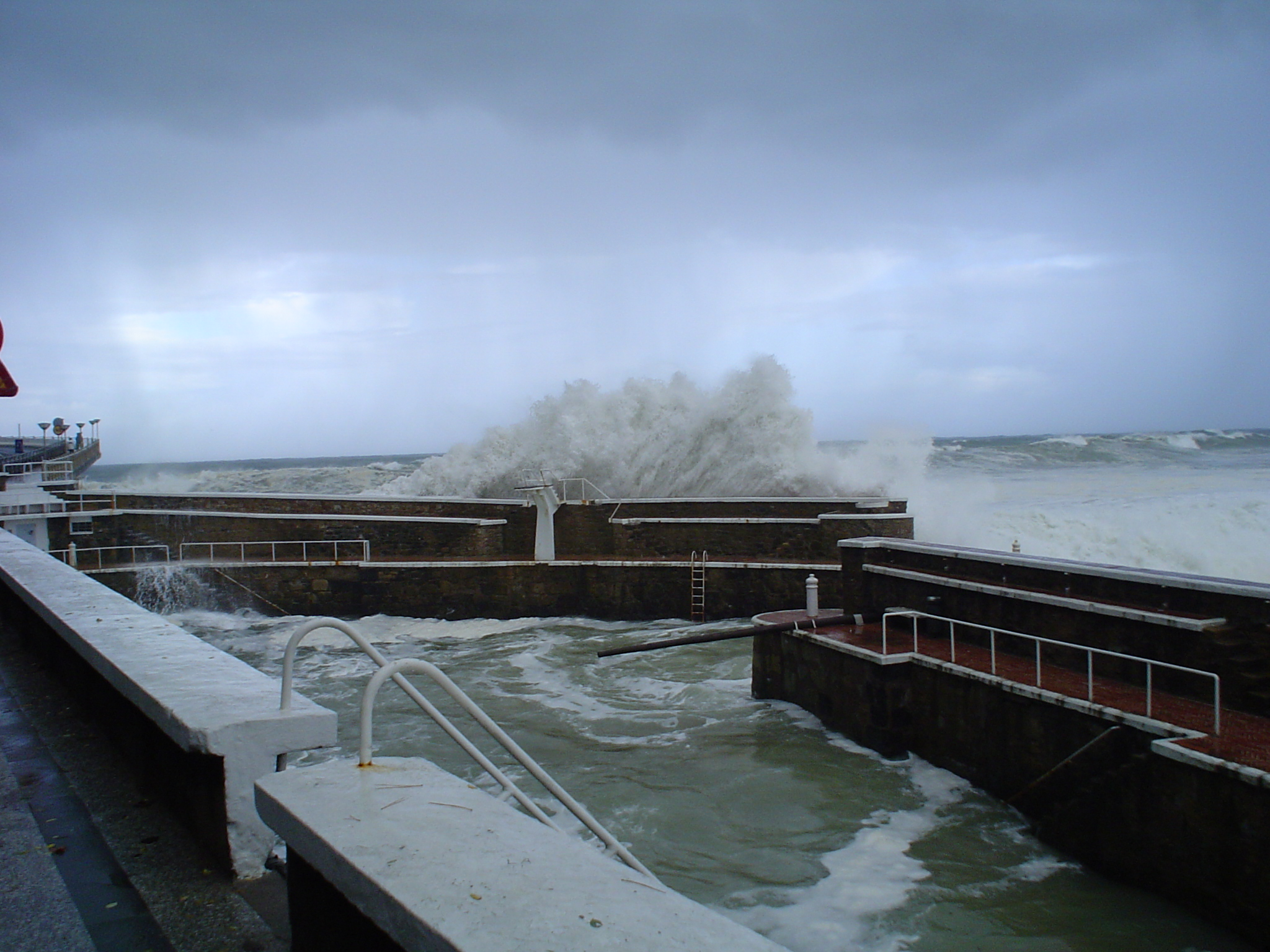
Порт
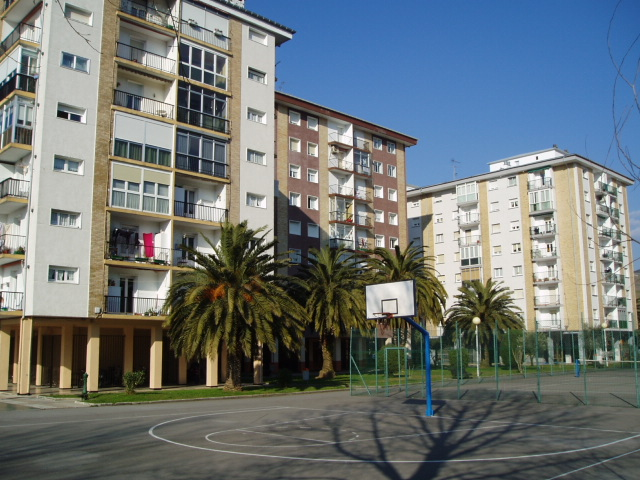
Ічасменді, Сарауц
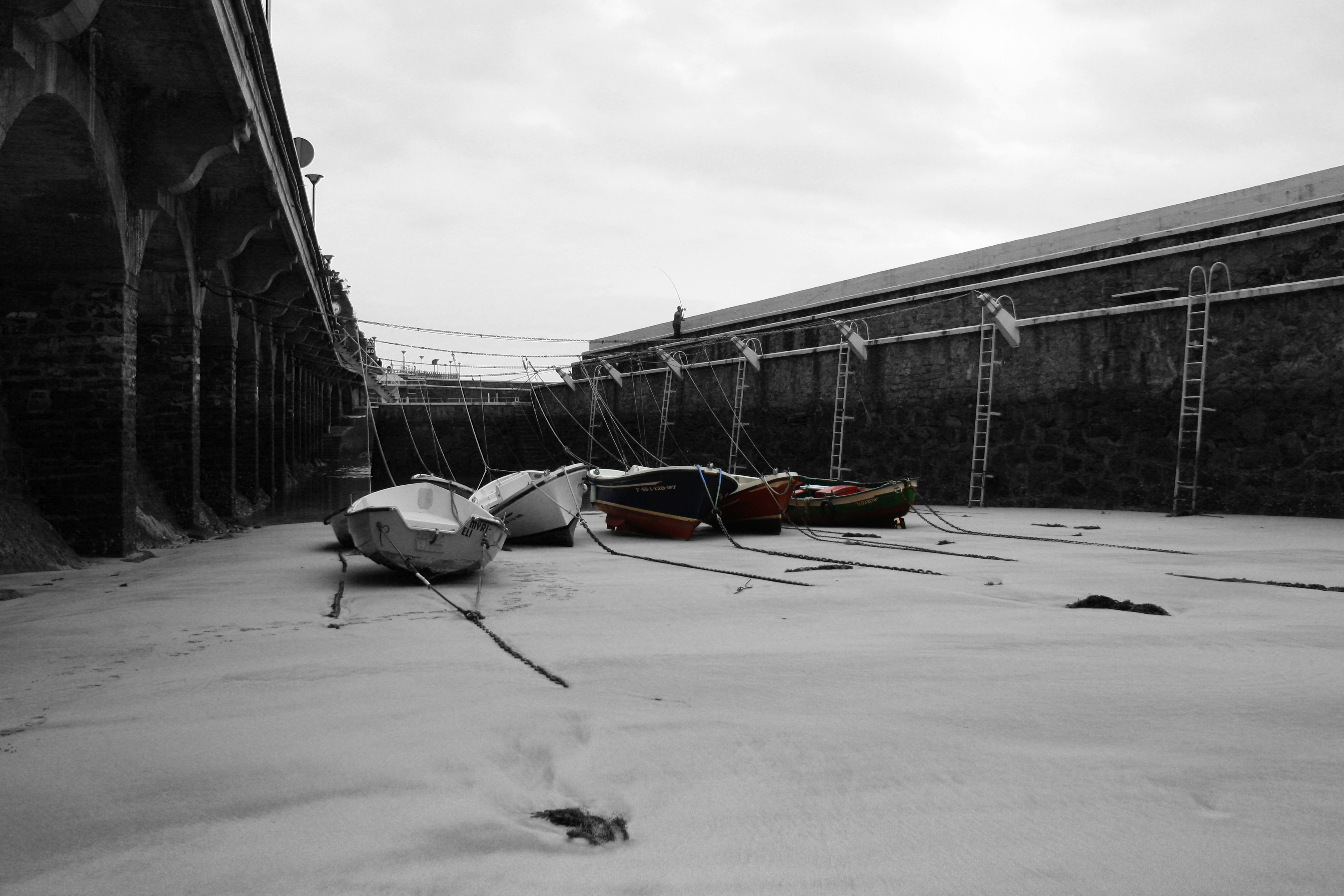
Порт міста Сарауц
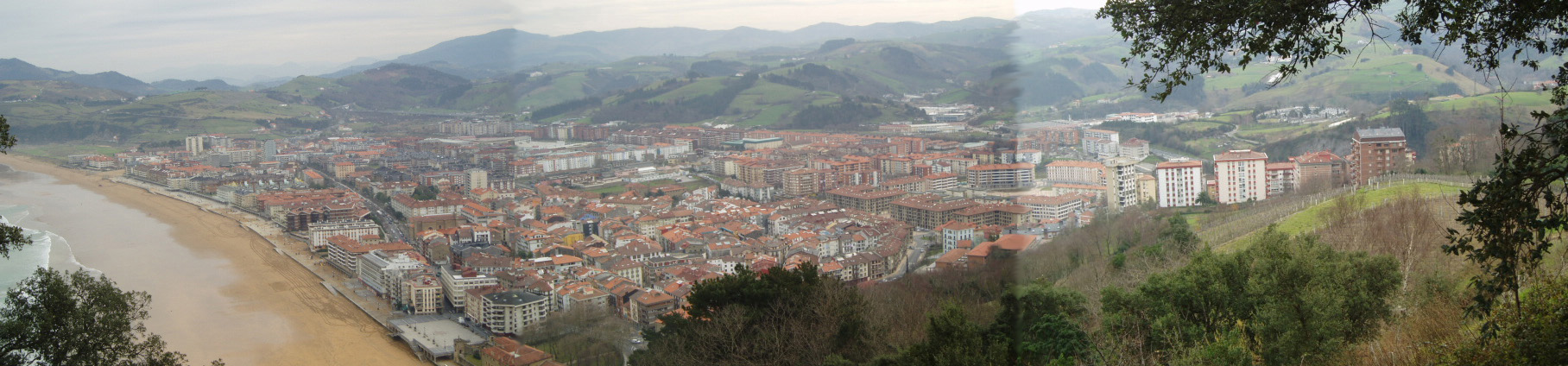
Сарауц з гори Санта-Барбара
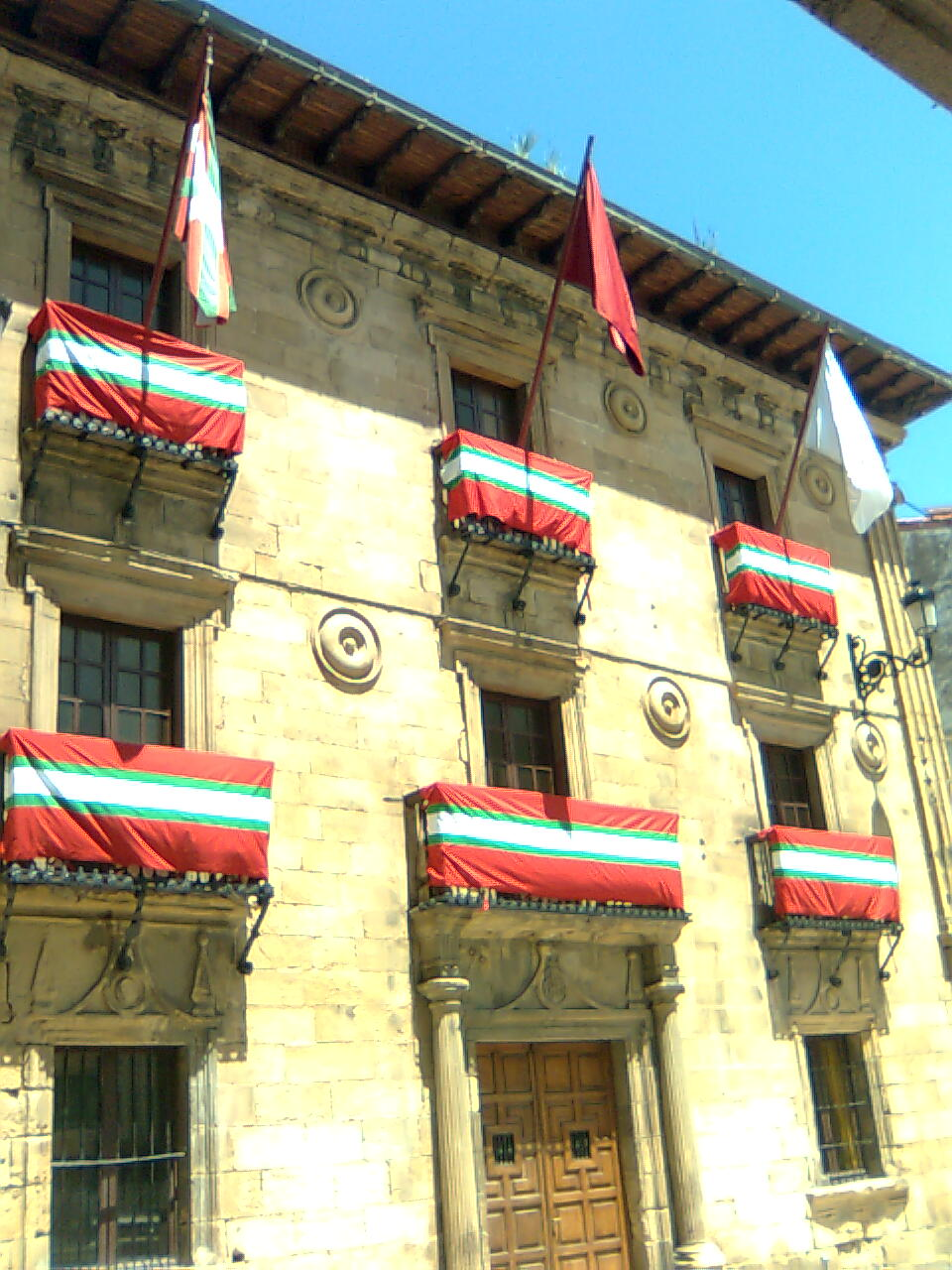
Муніципальна рада